# Lincoln (film, 2012)
A Lincoln 2012-ben bemutatott amerikai történelmi dráma film Steven Spielberg rendezésében, Daniel Day-Lewis (Abraham Lincoln) és Sally Field (Mary Todd Lincoln) főszereplésével. A film az amerikai polgárháború idején játszódik, ahol az amerikai elnök (Abraham Lincoln) két fontos problémával találja magát szemben: a hatalmas számú emberáldozatokat követelő véres háborúval és a rabszolgák helyzetének kérdésével.
2012. október 8-án mutatták be a New York-i filmfesztiválon, az amerikai mozikban 2012. november 16-tól volt látható, Magyarországon pedig 2013. január 31-én került mozi vászonra. Költségvetése 65 millió USD volt.

## Történet
A film a polgárháború egy elrettentő csatájával kezdődik, ahol szembesülhetünk a háború borzalmaival. Ezek a képsorok után Lincoln valamely ezred katonáival beszélget és az elnök beszédéből idéznek fel sorokat. A dialógus közben a katonáknak el kell vonulniuk a saját ezredeikhez, de egy színes bőrű katona még elmondja Lincoln beszédének befejező sorát, amiben az áll, hogy a népért harcoló kormány ne tűnjön el a Föld felszínéről.
A film később a Fehér Ház színhelyére vált, itt láthatjuk Lincoln feleségét (Mary Todd Lincoln), aki arra próbálja rábeszélni, hogy a nép által biztosított hatalmát ne veszítse el a rabszolga sorsot megváltoztató 13. Alkotmánykiegészítés kiadatás erőltetése miatt és megismerhetjük egyik fiát (Thomas "Tad" Lincoln), akinek csakugyan nagyon fáj testvére (William "Willie" Wallace Lincoln) elvesztése.

## Szereplők
| Karakter               | Színész                | Magyar hang (2012)  |
| ---------------------- | ---------------------- | ------------------- |
| Abraham Lincoln        | Daniel Day-Lewis       | Kőszegi Ákos        |
| Mary Todd Lincoln      | Sally Field            | Kovács Nóra         |
| William Seward         | David Strathairn       | Rosta Sándor        |
| Robert Lincoln         | Joseph Gordon-Levitt   | Szatory Dávid       |
| W.N. Bilbo             | James Spader           | Schneider Zoltán    |
| Preston Blair          | Hal Holbrook           | Szélyes Imre        |
| Thaddeus Stevens       | Tommy Lee Jones        | Fodor Tamás         |
| Robert Latham          | John Hawkes            | Karácsonyi Zoltán   |
| Alexander Stephens     | Jackie Earle Haley     | Végh Péter          |
| Edwin Stanton          | Bruce McGill           | Berzsenyi Zoltán    |
| Richard Schell         | Tim Blake Nelson       | Schnell Ádám        |
| John Hay               | Joseph Cross           | Takátsy Péter       |
| Ulysses S. Grant       | Jared Harris           | Vass Gábor          |
| Fernando Wood          | Lee Pace               | Széles Tamás        |
| George Pendleton       | Peter McRobbie         | Blaskó Péter        |
| Tad Lincoln            | Gulliver McGrath       | Boldog Gábor        |
| Elizabeth Keckley      | Gloria Reuben          | Nádasi Veronika     |
| John Nicolay           | Jeremy Strong          | Kálid Artúr         |
| George Yeaman          | Michael Stuhlbarg      | Rába Roland         |
| Alexander Coffroth     | Boris McGiver          | Beratin Gábor       |
| James Ashley           | David Costabile        | Kálloy Molnár Péter |
| Asa Vintner Litton     | Stephen Spinella       | Halmágyi Sándor     |
| Clay Hawkins           | Walton Goggins         |                     |
| William Hutton         | David Warshofsky       | Pálfai Péter        |
| Harold Green közlegény | Colman Domingo         | Bognár Tamás        |
| Ira Clark tizedes      | David Oyelowo          | Makranczi Zalán     |
| Első fehér katona      | Lukas Haas             | Varju Kálmán        |
| Második fehér katona   | Dane DeHaan            | Molnár Levente      |
| Mr. Jolly              | Bill Camp              | Bolla Róbert        |
| Mrs. Jolly             | Elizabeth Marvel       | Molnár Zsuzsa       |
| Montgomery Blair       | Byron Jennings         | Jakab Csaba         |
| Elizabeth Blair Lee    | Julie White            | Csere Ágnes         |
| John Usher             | Dakin Matthews         | Várday Zoltán       |
| Bluff Wade szenátor    | Wayne Duvall           | Koroknay Géza       |
| Schuyler Colfax        | Bill Raymond           | Harsányi Gábor      |
| Edward McPherson       | Christopher Evan Welch | Haagen Imre         |
| Samuel Beckwith        | Adam Driver            | Hamvas Dániel       |
| Lydia Smith            | S. Epatha Merkerson    | Antal Olga          |

## Zene
A film zenéjét John Williams szerezte.

### Számlista
| Szám | Cím                                      | Hossz |
| ---- | ---------------------------------------- | ----- |
| 1.   | The People’s House                       | 3:43  |
| 2.   | The Purpose of the Amendment             | 3:07  |
| 3.   | Getting Out the Vote                     | 2:49  |
| 4.   | The American Process                     | 3:57  |
| 5.   | The Blue and Grey                        | 3:00  |
| 6.   | With Malice Toward None                  | 1:51  |
| 7.   | Call to Muster and Battle Cry of Freedom | 2:17  |
| 8.   | The Southern Delegation and the Dream    | 4:43  |
| 9.   | Father and Son                           | 1:42  |
| 10.  | The Race to the House                    | 2:42  |
| 11.  | Equality Under the Law                   | 3:12  |
| 12.  | Freedom's Call                           | 6:08  |
| 13.  | Elegy                                    | 2:35  |
| 14.  | Remembering Willie                       | 1:51  |
| 15.  | Appomattox, April 9, 1865                | 2:38  |
| 16.  | The Peterson House and Finale            | 11:00 |
| 17.  | With Malice Toward None                  | 1:31  |

## Díjak és jelölések
| Díj                                                | Kategória                                                        | Jelöltek | Eredmény |
| -------------------------------------------------- | ---------------------------------------------------------------- | --- | -------- |
| AFI Awards 2012                                    | az év filmje                                                     | | Elnyerte |
| American Cinema Editors                            | legjobb vágás (dráma)                                            | Michael Kahn | Jelölve  |
| American Society of Cinematographers               | legjobb operatőr                                                 | Janusz Kaminski | Jelölve  |
| Art Directors Guild                                | legjobb látványterv (Period Film)                                | Rick Carter | Jelölve  |
| AACTA International Award                          | legjobb film                                                     | Kathleen Kennedy és Steven Spielberg | Jelölve  |
| AACTA International Award                          | legjobb rendező                                                  | Steven Spielberg | Jelölve  |
| AACTA International Award                          | legjobb forgatókönyv                                             | Tony Kushner | Jelölve  |
| AACTA International Award                          | legjobb színész                                                  | Daniel Day-Lewis | Elnyerte |
| BAFTA-díj                                          | legjobb film                                                     | | Jelölve  |
| BAFTA-díj                                          | legjobb férfi főszereplő                                         | Daniel Day-Lewis | Elnyerte |
| BAFTA-díj                                          | legjobb férfi mellékszereplő                                     | Tommy Lee Jones | Jelölve  |
| BAFTA-díj                                          | legjobb női főszereplő                                           | Sally Field | Jelölve  |
| BAFTA-díj                                          | legjobb adaptált forgatókönyv                                    | Tony Kushner | Jelölve  |
| BAFTA-díj                                          | legjobb operatőr                                                 | Janusz Kaminski | Jelölve  |
| BAFTA-díj                                          | legjobb filmzene                                                 | John Williams | Jelölve  |
| BAFTA-díj                                          | legjobb díszlet                                                  | Rick Carter, Jim Erickson | Jelölve  |
| BAFTA-díj                                          | legjobb jelmeztervezés                                           | Joanna Johnston | Jelölve  |
| BAFTA-díj                                          | legjobb smink                                                    | Leo Corey Castellano, Mia Kovero | Jelölve  |
| Boston Society of Film Critics Awards              | legjobb férfi főszereplő                                         | Daniel Day-Lewis | Elnyerte |
| Boston Society of Film Critics Awards              | legjobb női mellékszereplő                                       | Sally Field | Elnyerte |
| Boston Society of Film Critics Awards              | legjobb forgatókönyv                                             | Tony Kushner | Elnyerte |
| Broadcast Film Critics Association Awards          | legjobb férfi főszereplő                                         | Daniel Day-Lewis | Elnyerte |
| Broadcast Film Critics Association Awards          | legjobb adaptált forgatókönyv                                    | Tony Kushner | Elnyerte |
| Broadcast Film Critics Association Awards          | legjobb filmzene                                                 | John Williams | Elnyerte |
| Broadcast Film Critics Association Awards          | legjobb filmescsapat                                             | | Jelölve  |
| Broadcast Film Critics Association Awards          | legjobb látványterv                                              | Jim Erickson, Rick Carter | Jelölve  |
| Broadcast Film Critics Association Awards          | legjobb operatőr                                                 | Janusz Kaminski | Jelölve  |
| Broadcast Film Critics Association Awards          | legjobb kosztüm                                                  | Joanna Johnston | Jelölve  |
| Broadcast Film Critics Association Awards          | legjobb rendező                                                  | Steven Spielberg | Jelölve  |
| Broadcast Film Critics Association Awards          | legjobb vágás                                                    | Michael Kahn | Jelölve  |
| Broadcast Film Critics Association Awards          | legjobb smink                                                    | | Jelölve  |
| Broadcast Film Critics Association Awards          | legjobb film                                                     | | Jelölve  |
| Broadcast Film Critics Association Awards          | legjobb férfi mellékszereplő                                     | Tommy Lee Jones | Jelölve  |
| Broadcast Film Critics Association Awards          | legjobb női mellékszereplő                                       | Sally Field | Jelölve  |
| Central Ohio Film Critics Association              | legjobb színész                                                  | Daniel Day-Lewis | Elnyerte |
| Central Ohio Film Critics Association              | legjobb adaptált forgatókönyv                                    | Tony Kushner | Elnyerte |
| Central Ohio Film Critics Association              | legjobb filmescsapat                                             | | 2. hely  |
| Central Ohio Film Critics Association              | legjobb film                                                     | | 7. hely  |
| Chicago Film Critics Awards                        | legjobb film                                                     | | Jelölve  |
| Chicago Film Critics Awards                        | legjobb rendező                                                  | Steven Spielberg | Jelölve  |
| Chicago Film Critics Awards                        | legjobb férfi főszereplő                                         | Daniel Day-Lewis | Elnyerte |
| Chicago Film Critics Awards                        | legjobb férfi mellékszereplő                                     | Tommy Lee Jones | Jelölve  |
| Chicago Film Critics Awards                        | legjobb női mellékszereplő                                       | Sally Field | Jelölve  |
| Chicago Film Critics Awards                        | legjobb adaptált forgatókönyv                                    | Tony Kushner | Elnyerte |
| Chicago Film Critics Awards                        | legjobb operatőr                                                 | Janusz Kamiński | Jelölve  |
| Chicago Film Critics Awards                        | legjobb látványterv                                              | | Jelölve  |
| Cinema Audio Society Awards                        | legjobb hangkeverés (Live Action)                                | Ron Judkins, Andy Nelson, Bobby Johanson, Gary Rydstrom, Shawn Murphy és Frank Rinella                                                                 | Jelölve  |
| Costume Designers Guild Awards                     | legjobb kosztüm (Excellence in Costume Design for Film – Period) | Joanna Johnston | Jelölve  |
| Costume Designers Guild Awards                     | legjobb kosztüm (Excellence in Period Film)                      | Joanna Johnston | Jelölve  |
| Dallas-Fort Worth Film Critics Association Awards  | legjobb férfi főszereplő                                         | Daniel Day-Lewis | Elnyerte |
| Dallas-Fort Worth Film Critics Association Awards  | legjobb film                                                     | | Elnyerte |
| Dallas-Fort Worth Film Critics Association Awards  | legjobb férfi mellékszereplő                                     | Tommy Lee Jones | Elnyerte |
| Dallas-Fort Worth Film Critics Association Awards  | legjobb női mellékszereplő                                       | Sally Field | Elnyerte |
| Dallas-Fort Worth Film Critics Association Awards  | legjobb rendező                                                  | Steven Spielberg | 2. hely  |
| Dallas-Fort Worth Film Critics Association Awards  | legjobb forgatókönyv                                             | Tony Kushner | 2. hely  |
| Dallas-Fort Worth Film Critics Association Awards  | legjobb operatőr                                                 | Janusz Kaminski | Jelölve  |
| Directors Guild of America                         | legjobb rendező                                                  | Steven Spielberg | Jelölve  |
| Florida Film Critics Circle Awards                 | legjobb férfi főszereplő                                         | Daniel Day-Lewis | Elnyerte |
| 70. Golden Globe-gála                              | legjobb film (dráma)                                             | | Jelölve  |
| 70. Golden Globe-gála                              | legjobb rendező                                                  | Steven Spielberg | Jelölve  |
| 70. Golden Globe-gála                              | legjobb férfi főszereplő (dráma)                                 | Daniel Day-Lewis | Elnyerte |
| 70. Golden Globe-gála                              | legjobb női mellékszereplő                                       | Sally Field | Jelölve  |
| 70. Golden Globe-gála                              | legjobb eredeti filmzene                                         | John Williams | Jelölve  |
| 70. Golden Globe-gála                              | legjobb forgatókönyv                                             | Tony Kushner | Jelölve  |
| 70. Golden Globe-gála                              | legjobb férfi mellékszereplő                                     | Tommy Lee Jones | Jelölve  |
| Image Awards                                       | legjobb női mellékszereplő                                       | Gloria Reuben | Jelölve  |
| Irish Film and Television Awards                   | legjobb színész (Best International Actor)                       | Daniel Day-Lewis | Elnyerte |
| Irish Film and Television Awards                   | legjobb film (Best International Film)                           | | Jelölve  |
| Kansas City Film Critics Circle Awards             | legjobb színész                                                  | Daniel Day-Lewis | Elnyerte |
| Las Vegas Film Critics Society Awards              | legjobb férfi főszereplő                                         | Daniel Day-Lewis | Elnyerte |
| Las Vegas Film Critics Society Awards              | legjobb férfi mellékszereplő                                     | Tommy Lee Jones | Elnyerte |
| Las Vegas Film Critics Society Awards              | legjobb film                                                     | | Jelölve  |
| London Critics Circle Film Awards                  | az év férfi főszereplője                                         | Daniel Day-Lewis | Jelölve  |
| London Critics Circle Film Awards                  | az év brit színésze                                              | Daniel Day-Lewis | Jelölve  |
| London Critics Circle Film Awards                  | az év férfi mellékszereplője                                     | Tommy Lee Jones | Jelölve  |
| London Critics Circle Film Awards                  | az év női mellékszereplője                                       | Sally Field | Jelölve  |
| Motion Picture Sound Editors                       | legjobb hangvágás (Dialogue and ADR in a Feature Film)           | Keith Harter, Ron Judkins, Jonathan Null, Andy Nelson, Colin McLellan, Marshall Winn, Bobby Johanson, Richard Hymns, Barbara Harris és Matthew Hartman | Jelölve  |
| Motion Picture Sound Editors                       | legjobb hangvágás (Music in a Feature Film)                      | Ramiro Belgardt | Jelölve  |
| National Board of Review                           | legjobb filmek (Top Films)                                       | | Elnyerte |
| National Society of Film Critics Awards            | legjobb férfi főszereplő                                         | Daniel Day-Lewis | Elnyerte |
| National Society of Film Critics Awards            | legjobb forgatókönyv                                             | Tony Kushner | Elnyerte |
| National Society of Film Critics Awards            | legjobb férfi mellékszereplő                                     | Tommy Lee Jones | 2. hely  |
| National Society of Film Critics Awards            | legjobb női mellékszereplője                                     | Sally Field | 2. hely  |
| New York Film Critics Circle Awards                | legjobb férfi főszereplő                                         | Daniel Day-Lewis | Elnyerte |
| New York Film Critics Circle Awards                | legjobb forgatókönyv                                             | Tony Kushner | Elnyerte |
| New York Film Critics Circle Awards                | legjobb női mellékszereplője                                     | Sally Field | Elnyerte |
| New York Film Critics Circle Awards                | legjobb férfi mellékszereplő                                     | Tommy Lee Jones | 3. hely  |
| Online Film Critics Society Awards                 | legjobb férfi főszereplő                                         | Daniel Day-Lewis | Elnyerte |
| Online Film Critics Society Awards                 | legjobb adaptált forgatókönyv                                    | Tony Kushner | Jelölve  |
| Online Film Critics Society Awards                 | legjobb operatőr                                                 | Janusz Kaminski | Jelölve  |
| Online Film Critics Society Awards                 | legjobb női mellékszereplő                                       | Sally Field | Jelölve  |
| Online Film Critics Society Awards                 | legjobb férfi mellékszereplő                                     | Tommy Lee Jones | Jelölve  |
| 85. Oscar-gála                                     | legjobb film                                                     | Steven Spielberg és Kathleen Kennedy | Jelölve  |
| 85. Oscar-gála                                     | legjobb rendező                                                  | Steven Spielberg | Jelölve  |
| 85. Oscar-gála                                     | legjobb férfi főszereplő                                         | Daniel Day-Lewis | Elnyerte |
| 85. Oscar-gála                                     | legjobb férfi mellékszereplő                                     | Tommy Lee Jones | Jelölve  |
| 85. Oscar-gála                                     | legjobb női mellékszereplő                                       | Sally Field | Jelölve  |
| 85. Oscar-gála                                     | legjobb adaptált forgatókönyv                                    | Tony Kushner | Jelölve  |
| 85. Oscar-gála                                     | legjobb eredeti filmzene                                         | John Williams | Jelölve  |
| 85. Oscar-gála                                     | legjobb hangeffekt                                               | Andy Nelson, Gary Rydstrom & Ronald Judkins | Jelölve  |
| 85. Oscar-gála                                     | legjobb látványtervezés/díszlet                                  | Rick Carter & Jim Erickson | Elnyerte |
| 85. Oscar-gála                                     | legjobb operatőr                                                 | Janusz Kamiński | Jelölve  |
| 85. Oscar-gála                                     | legjobb jelmeztervezés                                           | Joanna Johnston | Jelölve  |
| 85. Oscar-gála                                     | legjobb vágás                                                    | Michael Kahn | Jelölve  |
| PGA Awards                                         | legjobb film                                                     | Steven Spielberg és Kathleen Kennedy | Jelölve  |
| Phoenix Film Critics Society Awards                | legjobb film                                                     | | Jelölve  |
| Phoenix Film Critics Society Awards                | legjobb rendező                                                  | Steven Spielberg | Jelölve  |
| Phoenix Film Critics Society Awards                | legjobb férfi főszereplő                                         | Daniel Day-Lewis | Elnyerte |
| Phoenix Film Critics Society Awards                | legjobb férfi mellékszereplő                                     | Tommy Lee Jones | Jelölve  |
| Phoenix Film Critics Society Awards                | legjobb női mellékszereplő                                       | Sally Field | Jelölve  |
| Phoenix Film Critics Society Awards                | legjobb eredeti filmzene                                         | John Williams | Jelölve  |
| Phoenix Film Critics Society Awards                | legjobb operatőr                                                 | Janusz Kamiński | Jelölve  |
| Phoenix Film Critics Society Awards                | legjobb jelmeztervezés                                           | Joanna Johnston | Jelölve  |
| San Diego Film Critics Society Awards              | legjobb férfi főszereplő                                         | Daniel Day-Lewis | Elnyerte |
| San Diego Film Critics Society Awards              | legjobb adaptált forgatókönyv                                    | Tony Kushner | Jelölve  |
| San Francisco Film Critics Circle Awards           | legjobb férfi mellékszereplő                                     | Tommy Lee Jones | Elnyerte |
| San Francisco Film Critics Circle Awards           | legjobb adaptált forgatókönyv                                    | Tony Kushner | Elnyerte |
| Satellite Awards                                   | legjobb film                                                     | | Jelölve  |
| Satellite Awards                                   | legjobb rendező                                                  | Steven Spielberg | Jelölve  |
| Satellite Awards                                   | legjobb férfi főszereplő                                         | Daniel Day-Lewis | Jelölve  |
| Satellite Awards                                   | legjobb férfi mellékszereplő                                     | Tommy Lee Jones | Jelölve  |
| Satellite Awards                                   | legjobb látványterv                                              | Rick Carter, Leslie McDonald, David Crank és Curt Beech                                                                                                | Elnyerte |
| Satellite Awards                                   | legjobb eredeti filmzene                                         | John Williams | Jelölve  |
| Satellite Awards                                   | legjobb operatőr                                                 | Janusz Kamiński | Jelölve  |
| Satellite Awards                                   | legjobb adaptált forgatókönyv                                    | Tony Kushner | Jelölve  |
| Screen Actors Guild Awards                         | legjobb filmescsapat                                             | | Jelölve  |
| Screen Actors Guild Awards                         | legjobb férfi főszereplő                                         | Daniel Day-Lewis | Elnyerte |
| Screen Actors Guild Awards                         | legjobb férfi mellékszereplő                                     | Tommy Lee Jones | Elnyerte |
| Screen Actors Guild Awards                         | legjobb női mellékszereplője                                     | Sally Field | Jelölve  |
| Southeastern Film Critics Association Awards       | legjobb filmes csapat                                            | | Elnyerte |
| Southeastern Film Critics Association Awards       | legjobb férfi főszereplő                                         | Daniel Day-Lewis | Elnyerte |
| Southeastern Film Critics Association Awards       | legjobb férfi mellékszereplő                                     | Tommy Lee Jones | 2. hely  |
| Southeastern Film Critics Association Awards       | legjobb film                                                     | | Jelölve  |
| Southeastern Film Critics Association Awards       | legjobb női főszereplő                                           | Sally Field | Jelölve  |
| Southeastern Film Critics Association Awards       | legjobb adaptált forgatókönyv                                    | Tony Kushner | 2. hely  |
| Southeastern Film Critics Association Awards       | legjobb adaptált forgatókönyv                                    | Tony Kushner | 2. hely  |
| Toronto Film Critics Association Awards            | legjobb forgatókönyv                                             | Tony Kushner | Jelölve  |
| Toronto Film Critics Association Awards            | legjobb férfi főszereplő                                         | Daniel Day-Lewis | Jelölve  |
| Toronto Film Critics Association Awards            | legjobb férfi mellékszereplő                                     | Tommy Lee Jones | Jelölve  |
| USC Scripter Award                                 |                                                                  | Doris Kearns Goodwin (szerző) és Tony Kushner (forgatókönyvíró)                                                                                        | Jelölve  |
| Vancouver Film Critics Circle                      | legjobb film                                                     | | Jelölve  |
| Vancouver Film Critics Circle                      | legjobb rendező                                                  | Steven Spielberg | Jelölve  |
| Vancouver Film Critics Circle                      | legjobb férfi főszereplő                                         | Daniel Day-Lewis | Jelölve  |
| Vancouver Film Critics Circle                      | legjobb férfi mellékszereplő                                     | Tommy Lee Jones | Jelölve  |
| Vancouver Film Critics Circle                      | legjobb forgatókönyv                                             | Tony Kushner | Jelölve  |
| Washington DC Area Film Critics Association Awards | legjobb film                                                     | | Jelölve  |
| Washington DC Area Film Critics Association Awards | legjobb filmescsapat                                             | | Jelölve  |
| Washington DC Area Film Critics Association Awards | legjobb rendező                                                  | Steven Spielberg | Jelölve  |
| Washington DC Area Film Critics Association Awards | legjobb férfi főszereplő                                         | Daniel Day-Lewis | Elnyerte |
| Washington DC Area Film Critics Association Awards | legjobb férfi mellékszereplő                                     | Tommy Lee Jones | Jelölve  |
| Washington DC Area Film Critics Association Awards | legjobb látványterv                                              | Rick Carter és Jim Erickson | Jelölve  |
| Washington DC Area Film Critics Association Awards | legjobb eredeti filmzene                                         | John Williams | Jelölve  |
| Washington DC Area Film Critics Association Awards | legjobb női mellékszereplő                                       | Sally Field | Jelölve  |
| Washington DC Area Film Critics Association Awards | legjobb adaptált forgatókönyv                                    | Tony Kushner | Jelölve  |
| Writers Guild of Americ                            | legjobb adaptált forgatókönyv                                    | Tony Kushner | Jelölve  |